# George Jones (cantant)

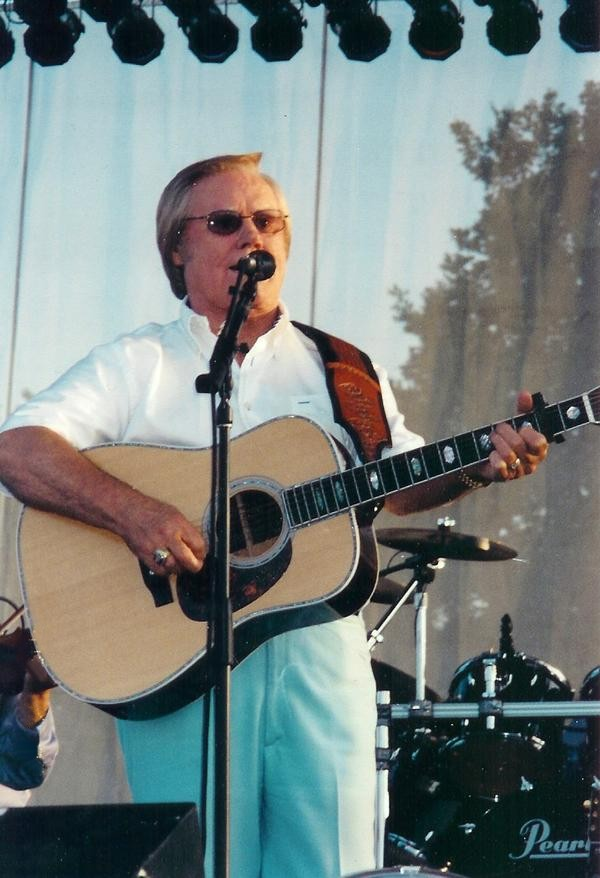
George Jones (2002)

George Glenn Jones (12 de setembre de 1931 - 26 d'abril de 2013) va ser un músic, cantant i compositor estatunidenc. Va aconseguir fama internacional per la seva llarga llista de discos d'èxit, inclosa la seva cançó més coneguda He Stopped Loving Her Today, així com per la seva veu i el seu fraseig distintius. Durant les dues últimes dècades de la seva vida, Jones va ser considerat sovint el millor cantant viu del país.

## Biografia

### Joventut
George Jones va néixer a Saratoga, Texas, va créixer a Vidor, Texas, al costat del seu germà i cinc germanes (una sisena germana va morir en la infància abans de néixer George), i es va veure influenciat per la música des de ben jove gràcies a la col·lecció dels seus pares i la música gospel escoltada a l'església. Quan tenia set anys, la seva família va comprar una ràdio que va introduir George a la música country. Als nou anys, li van regalar una guitarra i va començar a tocar al carrer de la ciutat on vivia aleshores, Beaumont, per guanyar diners.
Jones va marxar de casa als setze anys i va anar a Jasper, Texas, on va trobar feina cantant i actuant per a una emissora de ràdio local. Abans dels vint anys es va casar amb la seva primera dona, Dorothy, però la seva unió no va durar ni un any i Jones es va allistar als marines dels EUA. Malgrat que la Guerra de Corea va esclatar al mateix temps, George mai va servir fora dels Estats Units i es va conformar amb cantar als bars de la seva base a Califòrnia. Va ser després de la seva sortida dels marines dels EUA que la seva carrera va començar a enlairar-se.

### Abús d'alcohol
George Jones és conegut als Estats Units per haver estat durant molt de temps un gran bevedor. Durant gran part de la seva vida, es llevava al matí per baixar un tornavís, i després continuava el dia prenent regularment bourbon. Va rebre el sobrenom de No-Show Jones per haver perdut nombrosos concerts els dies en què bevia massa. Fins i tot va escriure una cançó, No-Show Jones, en què es burla dels excessos i debilitats dels cantants country a través del seu exemple.
Una de les anècdotes més famoses sobre el seu hàbit de beure va passar quan es va casar amb Shirley Corley, la seva segona dona. Jones va cometre accions desesperades per aconseguir alcohol:
| « | Una vegada, després d'haver estat borratxo durant uns quants dies, la Shirley va decidir fer-me físicament impossible anar a comprar alcohol. Jo vivia a unes vuit milles de Beaumont i de la botiga de licors més propera. Sabia que no tindria el coratge de caminar tan lluny per agafar alguna cosa per emborratxar-me, així que va amagar les claus de tots els cotxes que teníem. Però s'havia oblidat de la recol·lectora. Recordo vagament la ràbia que vaig sentir per no poder trobar les claus de res que pogués conduir i mirar per la finestra durant molt de temps una llum que il·luminava la nostra propietat. Allà, resplendent amb aquella llum, hi havia aquest motor rotatiu de 10 CV sota el seu seient. La clau estava a l'encesa. | » |

Sembla que aquesta no és l'única vegada que va conduir la recol·lectora. Segons l'autobiografia de Tammy Wynette de 1979, va reincidir mentre estava casat amb ella:
| « | Cap a la una de la matinada em vaig llevar i em vaig adonar que havia marxat. Vaig pujar al cotxe i vaig conduir fins al bar més proper, que estava a 10 milles de distància. Quan vaig entrar a l'aparcament, vaig veure la nostra recol·lectora aparcada just a l'entrada. Va conduir aquesta recol·lectora per una carretera important. Va aixecar la vista, em va veure i va dir: «Ah, gent, ella és aquí. La meva petita dona, us vaig dir que vindria a buscar-me la Wynette, Tammy». Wynette, Dew i Wynette, Joan, Stand By Your Man, 1979, Nova York: Simon i Schuster. | » |

El 1996, Jones cantaria la cançó Honky Tonk Song, en la qual es va riure de l'incident de Harvester i va parodiar la seva pròpia detenció al videoclip del senzill.
A la dècada del 1970, un dels directius de Jones el va pressionar perquè consumís cocaïna abans d'un concert quan se sentia massa cansat per pujar a l'escenari. Això va accelerar les seves accions ja molt imprevisibles. Les seves tendències autodestructives el van portar a la porta de la mort i el van portar a un hospital psiquiàtric d’Alabama a finals de la dècada. Va ser fins a cert punt celebrat pels seus fans com el fill espiritual del seu ídol, Hank Williams, ell mateix amb tendència a beure molt i a portar un estil de vida dissolut, però es va perdre tants concerts que no van poder evitar donar-li el sobrenom No-Show Jones. Sovint estava trencat i més tard va admetre que els seus amics Waylon Jennings i Johnny Cash el van donar suport  econòmic en aquell moment.
Burlant-se del seu passat, dos clips que més tard va filmar el van mostrar arribant amb una recol·lectora. La primera va ser la cançó All My Rowdy Friends Are Coming Over Tonight de Hank Williams, Jr. el 1984, i el segon el de la cançó One More Last Chance de Vince Gill el 1993. A més, la cançó de Gill esmenta el segador als versos: «Potser m'ha amagat les claus del cotxe, però s'ha oblidat del meu vell John Deere». Al final del clip de Gill, se'l veu sortint d'un camp de golf en un tractor John Deere, saludant a Jones amb un Hola zarigüeya. Jones, que arriba al camp en una recol·lectora amb pals de golf muntats darrere seu, respon amb un Hola, dolçaina.

### Darrers anys
En els últims anys va viure a Franklin, Tennessee, amb la seva quarta dona, Nancy Sepúlveda. En una casa veïna situada també a la seva propietat hi havia Sherry Hohimer, la seva nora. El marit de Sherry, Kirk, va ajudar a George Jones a preparar els seus concerts. Els fills de Sherry i Kirk, Carlos i Breann Hohimer (néts de George Jones) també vivien a la seva propietat.
Amb més de setanta anys, Jones continuava gravant i realitzant nombroses gires tant pel continent estatunidenc com a l'estranger. També és membre del Grand Ole Opry. Els seus altres projectes incloien la George Jones University, que és un programa de formació de dos anys per a aquells que volen aprendre com és una carrera en el negoci de la música. També tenia la seva pròpia marca de salsitxes, que són produïdes per a ell per la Williams Sausage Company de Tennessee, seguint la recepta personal de Jones. L'embalatge del producte conté anècdotes sobre la vida agitada de Jones. Altres productes alimentaris que ha portat al mercat són una línia de salses barbacoa.
Jones i la seva dona Nancy dirigien un petit restaurant a Enterprise, Alabama, decorat amb uns quants articles relacionats amb la llarga carrera de Jones en la música country.
Jones i la seva dona Nancy dirigien un petit restaurant a Enterprise, Alabama, decorat amb diversos articles relacionats amb la llarga carrera de Jones en la música country.
L'any 2006 va ser operat d'una pneumònia però es va recuperar perfectament i va continuar la llarga gira iniciada aquell any.
El 2008, va ser nomenat a l'agost «Artista del mes» de Great American Country Television. El 7 de desembre va ser un dels destinataris dels famosos Kennedy Center Honors, al costat de la cantant Barbra Streisand, la coreògrafa Twyla Tharp, l'actor Morgan Freeman i els músics Pete Townshend i Roger Daltrey de The Who. La gala, presidida pel president George W. Bush i la seva dona Laura Bush, va tenir lloc a Washington DC  i es va emetre a CBS el 30 de desembre. El mateix any, també va ser jutge al 8 edició dels Independent Music Awards, un programa que té com a objectiu promocionar els artistes independents, George Jones va morir per insuficiència respiratòria hipòxica el 26 d'abril de 2013 a Nashville, Tennessee. Al seu funeral, que va tenir lloc el 2 de maig, Laura Bush, Bill Haslam, Mike Huckabee, Bob Schieffer, Barbara Mandrell i Kenny Chesney van pronunciar el seu elogi.

## Vida personal
Es va casar amb Shirley Ann Corley el 1954. El 1959, Jones va gravar White Lightning, iniciant la seva carrera com a cantant. El seu segon matrimoni va acabar amb divorci el 1968. Un any després es va casar amb la seva cantant de música country Tammy Wynette. Anys d'alcoholisme van comprometre la seva salut i van provocar la cancel·lació de moltes actuacions, cosa que li va valer el sobrenom de No Show Jones. Després del seu divorci de Wynette el 1975, Jones es va casar el 1983 amb la seva quarta esposa, Nancy Sepulvado, amb qui va aconseguir una certa estabilitat.
George Jones ha estat anomenat The Rolls Royce Of Country Music i tenia més de 160 senzills en el seu nom des del 1955 fins a la seva mort el 2013.

## Opinions
L'estudiós de la música country Bill Malone escriu: «Durant els dos o tres minuts que dura una cançó, Jones es submergeix tant en les lletres i en les emocions que transmet que l'oient difícilment pot evitar sentir-se implicat d'una manera semblant».
Waylon Jennings va expressar una opinió similar a la seva cançó It's Alright: «Si tots poguéssim sonar com volem, tots sonaríem com George Jones». La forma del nas i els trets facials li van valer a Jones el sobrenom de The Possum.
Johnny Cash va dir una vegada: «Quan la gent em pregunta qui és el meu cantant de country favorit, dic Voleu dir, a més de George Jones?»

## Discografia
Números 1 a les llistes de música country
1. White Lightning (1959)
2. Tender Years (1961)
3. She Thinks I Still Care (1962)
4. Walk Through This World with Me (1967)
5. We're Gonna Hold On (amb Tammy Wynette) (1973)
6. The Grand Tour (song)|The Grand Tour (1974)
7. The Door (1975)
8. Golden Ring (amb Tammy Wynette) (1976)
9. Near You (amb Tammy Wynette) (1977)
10. He Stopped Loving Her Today (1980)
11. Still Doin' Time (1981)
12. Yesterday's Wine (amb Merle Haggard) (1982)
13. I Always Get Lucky with You] (1983)

## Llegat
Jones va defensar incansablement la integritat de la música country i va dir a Billboard el 2006: «Mai ha estat per amor als diners. Dono gràcies a Déu perquè em guanya la vida. Però canto perquè m'encanta, no pels signes del dòlar». Jones també va fer tot el possible per promocionar cantants country més joves que sentia que eren tan apassionats per la música com ell. «Tothom sap que és un gran cantant», va declarar Alan Jackson el 1995, «però el que més m'agrada de George és que quan el coneixes, és com un vell que treballa a la benzinera... tot i que és una llegenda!»
Poc després de la mort de Jones, Andrew Mueller va escriure sobre la seva influència a Uncut: «Va ser un dels millors cantants interpretatius que mai va aixecar un micròfon... No hi ha cap compositor country dels últims 50 anys que no s'hagi preguntat què és. podria ser com escoltar les seves paraules cantades per aquesta veu». En un article per a The Texas Monthly el 1994, Nick Tosches va descriure eloqüentment l'estil vocal del cantant: «Si bé ell i el seu ídol, Hank Williams, han afectat generacions amb una veracitat de veu que les ha diferenciat, Jones ha fet que un regal addicional: una veu d'una amplitud excepcional, una elegància natural i un to lluminós lliscant cap a un tenor agut, que s'enfonsa cap a uns greus profunds, el magistral portament del seu baríton que avança emet espurnes blanques i torrents de blau, invertint el seu amor verí. cançons amb una gravetat tràgica i inflamant les seves celebracions de l'ethos honky-tonk amb el foc infernal de l'abandonament». En un assaig imprès a The New Republic, David Hajdu escriu:
| « | Jones tenia una veu bonica i estranya. El seu cant sempre va ser en part sobre l'atractiu dels tons que produïa, independentment del significat de les paraules. En aquest sentit, Jones tenia alguna cosa en comú amb els cantants de música formal i d'òpera, tot i que el seu Els mitjans de producció vocal eren radicalment diferents dels seus. Va cantar des del fons de la seva gola, més que des del fons del seu diafragma entre les dents, i les notes sonaven estranyament belles | » |

David Cantwell va recordar el 2013: «El seu enfocament per cantar, em va dir una vegada, va ser evocar aquells records i sentiments propis que es corresponien més amb els que sentia el personatge en qualsevol cançó que interpretava. Era un amable. d'actor de mètode de cant, creant una il·lusió d'allò real». A les notes de folre a Essential George Jones: The Spirit of Country Rich Kienzle afirma: « Jones canta de persones i històries que són dolorosament humanes. Pot convertir una balada en una catarsi extreuant-ne totes les emocions possibles, fent-ne un crit d'angoixa primigeni i estrangulat». El 1994, l'historiador de la música country Colin Escott va pronunciar: «La música country contemporània es basa pràcticament en la reverència per George Jones. Camineu per una sala de cantants de country i feu una enquesta ràpida, George gairebé sempre la supera». Waylon Jennings va expressar una opinió similar a la seva cançó It's Alright: «Si tots poguéssim sonar com volíem, tots sonaríem com George Jones». Arran de la mort de Jones, Merle Haggard va pronunciar a Rolling Stone: «La seva veu era com un violí Stradivarius: un dels instruments més grans que s'han fet mai». Emmylou Harris va escriure: «Quan escoltes a George Jones cantar, estàs escoltant un home que pren una cançó i la converteix en una obra d'art, sempre» una cita que va aparèixer a la màniga de l'àlbum de Jones de 1976 The Batalla.
Diverses estrelles de la música country van elogiar Jones al documental Same Ole Me. Randy Travis va dir: «Sembla que ha viscut cada minut de cada paraula que canta i hi ha molt poca gent que pot fer-ho». Tom T. Hall va dir: «Sempre va ser Jones qui va fer arribar el missatge correctament». Roy Acuff va dir: «Donaria qualsevol cosa si pogués cantar com George Jones». A la mateixa pel·lícula, el productor Billy Sherrill afirma: «Tot el que vaig fer va ser canviar la instrumentació al seu voltant. No crec que hagi canviat en absolut».
El 2023, Rolling Stone va classificar Jones al número 24 de la seva llista dels 200 millors cantants de tots els temps.
Jones va ser el tema de la segona temporada del podcast Cocaine and Rhinestones, que afirma que Jones és el millor cantant de música country de la història.

## Duets
Jones va ser un dels cantants d'harmonia més grans de la música country i va llançar molts duets al llarg de la seva llarga carrera. Tot i que les seves cançons amb Tammy Wynette són les més celebrades, Jones va afirmar a la seva autobiografia que sentia que els seus duets amb Melba Montgomery eren els seus millors. Jones també va gravar àlbums a duet amb Gene Pitney i el seu antic baixista Johnny Paycheck. El disc de George amb Paycheck, 1980's Double Trouble, és un dels seus discos més atípics, i el presenta fent actuacions creïbles en números com Maybelline i You Better Move On. Jones també va gravar els àlbums a duet My Very Special Guests (1979), A Taste of Yesterday's Wine with Merle Haggard (1982), Ladies Choice (1984), Friends In High Places (1991), The Bradley Barn Sessions (1994), God's Country: George Jones And Friends (2006), un segon àlbum amb Merle Haggard anomenat Kickin' Out The Footlights... Again (2006) i Burn Your Playhouse Down (2008).